# Trichilia florbranca
Trichilia florbranca är en tvåhjärtbladig växtart som beskrevs av T.D. Pennington. Trichilia florbranca ingår i släktet Trichilia och familjen Meliaceae. Inga underarter finns listade i Catalogue of Life.